# Rothalsspecht
Der Rothalsspecht (Campephilus rubricollis) ist eine neotropische Spechtart aus der Gattung Campephilus. Es werden die drei Unterarten C. r. rubricollis, C. r. trachelopyrus und C. r. olallae unterschieden.

## Merkmale
Der Rothalsspecht erreicht eine Größe von 30 bis 32 cm und ein Gewicht von 178 bis 239 g. Das Männchen der Nominatform hat einen kleinen, ovalen, schwarzweißen Fleck an den unteren hinteren Ohrdecken. Der übrige Kopf, der Scheitel, der Nacken und der oberste Bereich des Mantels sind leuchtend rot. Die Federn des Halses und der Kopfseiten sind schwarz mit einer zimtfarbenen Binde unterhalb der roten Spitze. Die Oberseite ist schwarz bis bräunlich schwarz. Die Oberflügel sind schwarz. Die Basis der Handschwingen ist an den Innenfahnen und an den Schäften rotbraun gefärbt. Gelegentlich weisen die Federn der Handschwingen im frischen Gefieder sehr kleine, hell rotbraune bis weißliche Spitzen auf. Der Oberschwanz ist schwarz. Die Schwanzunterseite ist rotbraun bis zimt-rötlichbraun. Die Federn der Ober- und gelegentlich der Unterbrust haben rote Spitzen. Die Unterflügel sind rotbraun, die Flügeldecken sind dunkler mit einer schwarzen Spitze und Hinterkante. Der lange Schnabel ist nahezu gerade, meißelförmig und breit über den Nasenlöchern. Seine Färbung ist hell elfenbeinfarben bis grau oder hell gelb. Die Iris ist gelblich-weiß, die Beine sind schwarz-grau oder oliv. Beim Weibchen fehlt der Ohrdeckenfleck. Stattdessen verläuft ein schwarzgesäumter, breiter, weißer Wangenstreif von der Schnabelbasis bis zu den unteren Ohrdecken. Die juvenilen Vögel sind stumpfer gefärbt als die Altvögel. Sie sind mehr bräunlich-schwarz und orangerot. Junge Männchen haben einen weißen Wangenstreif, gewöhnlich mit einigen roten Federspitzen, aber ohne schwarze Säume. An der Kehle ist eine leichte schwarze Befiederung zu erkennen. Die jungen Weibchen haben die Gesichtsmusterung der adulten Weibchen, Stirn und vorderer Scheitel sind jedoch mehr schwarz. Die Unterart trachelopyrus ist größer, dunkler und mehr kastanienfarben an der Unterseite als die Nominatform. Die roten Federspitzen verlaufen bis zur Unterbrust oder bis zum Bauch. Sowohl die Innen- als auch die Außenfahnen der Arm- und Handschwingen sind rötlichbraun. Die Unterart olallae ist etwas kleiner als trachelopyrus und heller.

## Lautäußerungen
Der Ruf besteht aus explosionsartigen, nasalen Lauten, die sich wie „ngkah-ngkah“, „kiahh“ und „querra-querra“ anhören, ähnlich dem Ruf des Schwarzkehlspechts (Campephilus melanoleucos). Das Trommeln ist ein lautes Doppelpochen, bestehend aus „to-ro“-Tönen.

## Unterarten und ihre Verbreitung
Campephilus rubricollis rubricollis (Boddaert, 1783) ist von Ost-Kolumbien und Ost-Ecuador bis Venezuela, Guyana, Französisch-Guayana und Nord-Brasilien (nördlich des Amazonas) verbreitet. Campephilus rubricollis trachelopyrus (Malherbe, 1857) kommt vom Nordosten Perus und West-Brasiliens (südlich des Amazonas) bis südlich ins westliche Zentral-Bolivien (La Paz) vor. Das Verbreitungsgebiet von Campephilus rubricollis olallae (Gyldenstolpe, 1945) umfasst Brasilien südlich des Amazonas, vom Rio Madeira östlich nach Pará und Maranhão und den Norden von Mato Grosso sowie Zentral-Bolivien (Departamento Cochabamba). Im Südwesten ihres Verbreitungsgebiets kommen die Rassen rubricollis und trachelopyrus sympatrisch vor.

## Lebensraum

Verbreitungsgebiet

Der Lebensraum umfasst verschiedene Waldlandschaften, darunter Regenwald, Terra-firme und Várzea-Wälder, Nebelwald, Waldränder, lichten Sekundärwald, halboffenen Wald auf Sandböden sowie Buschwälder in Savannen-Regionen. Der Rothalsspecht ist häufig im Tiefland, gewöhnlich in Höhenlagen bis 600 m zu beobachten. Örtlich kommt er bis 1800 m (Süd-Venezuela, Nordwest-Brasilien) und 2400 m (La Paz, Bolivien) vor.

## Nahrungsverhalten
Der Rothalsspecht ernährt sich von großen Larven, darunter von Käfern und Zünslern (Pyralidae). Er ist ein Standvogel und geht paarweise oder in kleinen Familienverbänden in den mittleren und oberen Baumregionen an den Stämmen und Ästen großer Bäume auf Nahrungssuche. Häufig besucht er die unteren Baumregionen oder das Blätterdach.

## Fortpflanzungsverhalten
Im Norden des Verbreitungsgebietes findet die Brutzeit von Januar bis Mai statt. In Ecuador ist sie im November und in Peru im September. Das Nest befindet sich in lebendigen oder abgestorbenen Baumstämmen und hat einen längsovalen Eingang. Es wird ein Junges aufgezogen. Weitere Informationen sind nicht bekannt.

## Status
BirdLife International klassifiziert den Rothalsspecht als „nicht gefährdet“ (least concern). Oft ist er der am häufigsten vorkommende große Specht in seinem Verbreitungsgebiet. In Ecuador ist er ziemlich selten und scheint dort nur örtlich vorzukommen. In Peru ist er ziemlich häufig. Er kommt in mehreren Schutzgebieten vor, darunter im Nationalpark Canaima, im Reserva forestal de Imataca (Venezuela), Nationalpark Amacayacu (Kolumbien), Naturreservat Cuyabeno (Ecuador), Reserva Nacional Tambopata (Peru) und im Parque Estadual do Cristalino (Brasilien).